# Velden (powiat Norymberga)
Velden – miasto w Niemczech, w kraju związkowym Bawaria, w rejencji Środkowa Frankonia, w regionie Planungsregion Nürnberg, w powiecie Norymberga, siedziba wspólnoty administracyjnej Velden, około 33 km na północny wschód od Norymbergi i około 18 km od Lauf an der Pegnitz, nad rzeką Pegnitz, przy linii kolejowej Monachium - Berlin.

## Dzielnice
W skład miasta wchodzą następujące dzielnice: 
- Velden
- Gerhelm
- Henneberg
- Immendorf
- Münzinghof
- Raitenberg
- Pfaffenhofen
- Viehhofen

### Współpraca
Miejscowość partnerska:
- Jöhstadt, Saksonia